# Idmidronea antarctica
Idmidronea antarctica is een mosdiertjessoort uit de familie van de Tubuliporidae. De wetenschappelijke naam van de soort is voor het eerst geldig gepubliceerd in 1944 door Borg.